# Al-Karama (Aleppo)
Al-Karama (arab. الكرامة) – wieś w Syrii, w muhafazie Aleppo, w dystrykcie Manbidż. W 2004 roku liczyła 287 mieszkańców.